# سرگی بلوف
سرگی بلوف (روسی: Серге́й Алекса́ндрович Бело́в؛ ۲۳ ژانویهٔ ۱۹۴۴ – ۳ اکتبر ۲۰۱۳) بازیکن بسکتبال اهل اتحاد جماهیر سوسیالیستی شوروی بود. از باشگاه‌هایی که در آن بازی کرده‌است می‌توان به باشگاه بسکتبال زسکا مسکو اشاره کرد. وی در مسابقات کشوری و بین‌المللی در مجموع برندهٔ ۸ مدال طلا، ۳ مدال نقره، ۵ مدال برنز شده‌است. او در سال ۱۹۹۱ توسط فدراسیون بین‌المللی بسکتبال به عنوان بهترین بازیکن در تاریخ شناخته شد.